# Danaj
Danaj (grč. Δαναός, Danaós) u grčkoj mitologiji mitski je egipatski kralj, sin kralja Bela i kraljice Ahiroje. Bio je kralj grada Arga na Peloponezu i praotac grčkog plemena Danajaca.

## Etimologija
Danajevo grčko ime označava spavača.

## Mitologija
Danaj je sa svojom ženom Pijerijom, prema Apolodoru, imao pedeset kćeri Danaida, a njegov je brat blizanac Egipt imao pedeset sinova. Egipt je zapovjedio da se njegovi sinovi ožene Danaidama, a Danaj nije isprva pristao na te brakove, no brat mu je objavio rat u kojem ga je porazio. Danaj je odlučio pobjeći te je sagradio prvi brod kojim je pobjegao u Arg.
U Argu je vladao kralj Pelazg, eponimski vladar predgrčkih naseljenika, zvan i Gelanor ("koji se smije"). Danaide su zamolile Pelazga za zaštitu kad stignu onamo, što je opisao Eshil u Hiketidama ("Pribjegarke"), a Pelazg je prepustio Argivcima da glasuju te su odlučili zaštititi ih.
Kad je Egipt došao s pedeset sinova po Danaide, Danaj ih je predao da poštedi Argivce borbe. Mladenci su se birali natjecanjem - utrkom kojom su najbolji birali svoje mlade. No, Danaj je poučio kćeri da ubiju svoje muževe u prvoj bračnoj noći. Njih 49 to je i učinilo te ih je ubilo bodežima dok su zaspali, ali Hipermnestra (ili Amimona, Apolodor spominje obje) odbila je jer je njezin muž Linkej poštovao njezinu želju da ostane djevicom. Danaj je bio ljut zbog neposlušne kćeri te ju je predao argivskom sudu, ali umiješala se Afrodita koja ju je spasila. Poslije je Linkej ubio Danaja da bi osvetio svoju braću, a s Hipermnestrom je započeo dinastiju argivskih kraljeva, tzv. Danajaca.